# Anna Neagle
Anna Neagle DBE (Londres, 20 de outubro de 1904 - West Byfleet, 3 de junho de 1986) foi uma popular atriz, cantora e dançarina inglesa. Ela apareceu em mais de 30 filmes, a maioria deles produzidos pelo seu marido Herbert Wilcox, com quem se casou em 1943.

## Filmografia[2]
| Ano  | Título                         | Papel                                                         | Nota(s)                                                       |
| ---- | ------------------------------ | ------------------------------------------------------------- | ------------------------------------------------------------- |
| 1929 | Those Who Love                 | Bit part (sem créditos)                                       | Dirigido por H. Manning Haynes.                               |
| 1930 | The Chinese Bungalow           | Charlotte                                                     | Dirigido por Arthur Barnes e J.B. Williams.                   |
| 1930 | The School for Scandal         | Flower Seller (sem créditos)                                  | Dirigido por Maurice Elvey. Filmado em Raycol. Filme perdido. |
| 1930 | Should A Doctor Tell?          | Muriel Ashton                                                 | Dirigido por H. Manning Haynes.                               |
| 1932 | Goodnight, Vienna              | Viki                                                          | Primeira colaboração de Neagle com o diretor Herbert Wilcox.  |
| 1932 | The Flag Lieutenant            | Hermione Wynne                                                | Dirigido por Henry Edwards.                                   |
| 1933 | Bitter Sweet                   | Sarah Millick and Sari Lind                                   |                                                               |
| 1933 | The Little Damozel             | Julie Alardy                                                  |                                                               |
| 1934 | Nell Gwynn                     | Nell Gwyn                                                     | Primeiro grande sucesso de Neagle.                            |
| 1934 | The Queen's Affair             | Queen Nadia                                                   |                                                               |
| 1935 | Peg of Old Drury               | Peg Woffington                                                |                                                               |
| 1936 | Limelight                      | Marjorie Kaye                                                 |                                                               |
| 1936 | Three Maxims                   | Pat                                                           | Produção franco-britânica.                                    |
| 1937 | London Melody                  | Jacqueline                                                    |                                                               |
| 1937 | Victoria the Great             | Rainha Victoria                                               | Final filmado em Technicolor.                                 |
| 1938 | Sixty Glorious Years           | Queen Victoria                                                | Filmado em Technicolor.                                       |
| 1939 | Nurse Edith Cavell             | Edith Cavell                                                  | O primeiro filme americano de Neagle.                         |
| 1940 | Irene                          | Irene O'Dare                                                  | Apresenta uma sequência em Technicolor; Produzido nos EUA.    |
| 1940 | No, No, Nanette                | Nanette                                                       | Produção nos EUA.                                             |
| 1941 | Sunny                          | Sunny O'Sullivan                                              | Produção nos EUA.                                             |
| 1942 | They Flew Alone                | Amy Johnson                                                   |                                                               |
| 1943 | Forever and a Day              | Susan Trenchard                                               | Produção nos EUA.                                             |
| 1943 | Yellow Canary                  | Sally Maitland                                                |                                                               |
| 1945 | I Live in Grosvenor Square     | Lady Patricia Fairfax                                         |                                                               |
| 1946 | Piccadilly Incident            | Diana Fraser                                                  |                                                               |
| 1947 | The Courtneys of Curzon Street | Katherine O'Halloran                                          |                                                               |
| 1948 | Spring in Park Lane            | Judy Howard                                                   |                                                               |
| 1948 | Elizabeth of Ladymead          | Elizabeth                                                     | Filmado em Technicolor.                                       |
| 1949 | Maytime in Mayfair             | Eileen Grahame                                                | Filmado em Technicolor.                                       |
| 1950 | Odette                         | Odette Sansom                                                 |                                                               |
| 1951 | The Lady with a Lamp           | Florence Nightingale                                          |                                                               |
| 1952 | Derby Day                      | Lady Helen Forbes                                             |                                                               |
| 1954 | Lilacs in the Spring           | Carole Beaumont / Lillian Grey / Nell Gwynne / Queen Victoria | Filmado em Eastmancolor com um prólogo preto e branco.        |
| 1955 | King's Rhapsody                | Marta Karillos                                                | Filmado em CinemaScope e Eastmancolor.                        |
| 1956 | My Teenage Daughter            | Valerie Carr                                                  |                                                               |
| 1957 | No Time for Tears              | Matron Eleanor Hammond                                        | Dirigido por Cyril Frankel; Filmado em Eastmancolor.          |
| 1957 | The Man Who Wouldn't Talk      | Mary Randall, Q.C.                                            |                                                               |
| 1958 | The Lady Is a Square           | Frances Baring                                                |                                                               |